# Inuyasha
Inuyasha (яп. 犬夜叉, Інуяся, «демон-пес») — тривалий манґа-серіал Руміко Такахасі, творця Ranma ½», «Maison Ikkoku», «Urusei Yatsura» й інших відомих творів. Екранізирований: 167-серійний телесеріал і 5 повнометражних фільмів. Режисери: Масасі Ікеда (епізоди 1-44), Ясунао Аокі (епізоди 45-167). У 2009 році почав виходити другий сезон аніме, який завершив історію.

## Сюжет
Історія починається в Токіо з ученицею старшої школи на ім'я Хіґурасі Каґоме. Її сім'я кілька поколінь володіє синтоїстським храмом, в якому і живе. Якось на шляху зі школи Каґоме заходить на невеличке будівництво, на території котрого знаходиться стара висохла криниця — її молодший брат Сота сказав їй що в криницю впав їх домашній кіт, Буйо, але сам Сота боїться туди спускатись. Коли Каґоме підходить до криниці, з неї на неї накидається демон-сороконіжка, вимагаючи віддати їй Камінь Чотирьох Душ (яп. 四魂の玉 [Сікон но тама]). Каґоме насилу вдається відбитися від демона, але, коли вона вибирається з криниці, виявляється, що вона потрапила в середньовічну Японію (період Сенґоку) і зараз знаходиться в лісі. Поруч із криницею, пришпилений стрілою до дерева, спить юнак із собачими вухами.
Каґоме забрідає у невелике село на околиці лісу і зустрічає там стару міко Каеде, яка каже їй, що та дуже схожа на її старшу сестру Кікьо, що загинула 50 років тому. Каеде розповідає, що перед смертю Кікьо попросила спалити Камінь Чотирьох Душ разом із її тілом. Каґоме також дізнається, що Камінь — священна реліквія, що надає демонам небаченої сили, яка вже не одне століття зберігається в сільському храмі. 50 років тому, коли ігуменею храму була Кікьо, хан'йо (напівдемон) на ім'я Інуяся намагався вкрасти Камінь, завдавши Кікьо смертельної рани. Але вона все ж зуміла вразити його чарівною стрілою, прибивши до дерева, чим назавжди його приспала, і встигла забрати у нього Камінь перед своєї смертю. Саме Інуясю побачила Каґоме в лісі, вибравшись з криниці.
Камінь знаходиться, а потім, коли демони намагаються викрасти його, розлітається на тисячі уламків, які вітер розносить світом, щоб було багато серій. Усі ці уламки приносять зло, тож їх потрібно знешкодити. Собака-демон Інуяся потраплає в залежність від дівчинки Каґоме, він мусить коритися, коли вона вигукує «О суварі!» — «Сидіти!». Взагалі він дуже слабенький, хоча й амбітний демон. Дівчинка витягає для нього чарівний меч із пенька, але сила цього меча оживає лише тоді, коли демон вживає його в битві за шляхетну справу. Разом вони збирають уламки каменя в обох світах (древньому й сучасному) і переживають чимало пригод.

## Персонажі
| ×  | Герой           | Сейю             |
| -- | --------------- | ---------------- |
| 1  | Інуяся          | Каппей Ямаґучі   |
| 2  | Каґоме Хіґурасі | Сацукі Юкіно     |
| 3  | Санго           | Хоуко Кувасіма   |
| 4  | Міроку          | Кодзі Цудзітані  |
| 5  | Сессьомару      | Кен Наріта       |
| 6  | Нараку          | Тосіюкі Морікава |
| 7  | Кікьо           | Норіко Хікада    |
| 8  | Каеде           | Хісако Кьоуда    |
| 9  | Сіппо           | Куміко Ватанабе  |
| 10 | Рін             | Ното Маміко      |
| 11 | Мьоґа           | Кенічі Огата     |
| 12 | Кохаку          | Акіко Ядзіма     |
| 13 | Коуґа           | Таікі Мацуно     |
| 14 | Дзякен          | Юуічі Наґасіма   |